# اوتام کومار
 اوتام کومار (به انگلیسی: Uttam Kumar) (زاده ۳ آوریل ۱۹۲۶-درگذشته ۲۴ ژوئیه ۱۹۸۰) بازیگر هندی بود.
از فیلم‌هایی که وی در آن نقش داشته است می‌توان به میهن‌پرست، قهرمان، باغ‌وحش، کرم من دین من، دوداس، لذت آشرام، خواسته‌ها تحقق یافت، یک تعامل مختصر و غیرانسانی اشاره کرد.